# Джон Генрікс
Джон Генрікс (англ. Jon Henricks, 6 червня 1935) — австралійський плавець.
Олімпійський чемпіон 1956 року, учасник 1960 року.
Переможець Ігор Співдружності 1954 року.

## Кар'єра
Генрікс розпочав свою спортивну кар'єру в плаванні як плавець вільним стилем на довгі дистанції. Своїх перших помітних успіхів він досяг на національному чемпіонаті Австралії 1952 року, коли посів третє місце на дистанції 1500 метрів, друге — на 800 метрів і перше — на 400 метрів. Тривала вушна інфекція не дозволила йому потрапити до олімпійської збірної Австралії 1952 року. Його тренер Гаррі Галлахер перевів його на спринт вільним стилем, і він покращив олімпійський рекорд на 100 метрів на національному чемпіонаті Австралії 1953 року. Він утримував світовий рекорд на дистанції 100 метрів протягом п'яти років, вигравши золоті медалі на дистанції 100 метрів та в естафеті 4×200 метрів вільним стилем на Літніх Олімпійських іграх 1956 року в Мельбурні. За ці п'ять років він побив попередній рекорд майже на дві секунди.
За цей час він виграв десять індивідуальних чемпіонатів Австралії в цих видах спорту, дві медалі Ігор Британської імперії та встановив нові рекорди в 1954 році, на Національних змаганнях Японії, зустрічі Кео Накама на Гаваях, Національних змаганнях Філіппін, а також побив два американські рекорди під час візиту до США в 1954 році. У 1955 році він був названий австралійським спортсменом року в Залі слави Хелмса. У 1958 році він виграв національний чемпіонат США з бігу на відкритому повітрі на дистанціях 100 і 200 метрів.
Після Олімпіади 1956 року Генрікс вступив до Університету Південної Каліфорнії (USC), де був членом команди з плавання «Троянці» (USC Trojans). Будучи першокурсником Каліфорнійського університету, він об'єднався з Мюрреєм Роузом, Доном Реддінгтоном, Томом Вінтерсом і Денісом Девайном у команду з п'яти чоловік, яка розбила династичну владу Плавального клубу Нью-Гейвена на чемпіонаті Аматорського атлетичного союзу (AAU) у приміщенні. Наприкінці 1950-х і 1960-х років команда першокурсників Каліфорнійського університету перетворилася на потужну студентську команду, яка домінувала в Тихоокеанській конференції-8, виграла командний чемпіонат Національної асоціації студентського спорту (NCAA) в 1960 році і заклала основу для більшого успіху.
У 1960 році Хенрікс зробив ще одну спробу потрапити на Олімпійські ігри, впевнено вигравши австралійські випробування. На Олімпіаді в Римі Хенрікс захворів на шлунково-кишкову хворобу і вибув у півфіналі 2, посівши четверте місце. Австралієць Джон Девітт і американець Ленс Ларсон залишилися боротися за перемогу. Обидва були товаришами по команді: Ларсон — по команді Університету штату Каліфорнія, Девітт — по команді Австралії.